# متوکسی‌متیل‌فورفورال
متوکسی‌متیل‌فورفورال (به انگلیسی: Methoxymethylfurfural) با فرمول شیمیایی C۷H۸O۳ یک ترکیب شیمیایی با شناسه پاب‌کم ۷۴۷۱۱ است. که جرم مولی آن ۱۴۰٫۱۳۷ g/mol می‌باشد. شکل ظاهری این ترکیب، مایع بی‌رنگ است.